# Охтирська міська рада

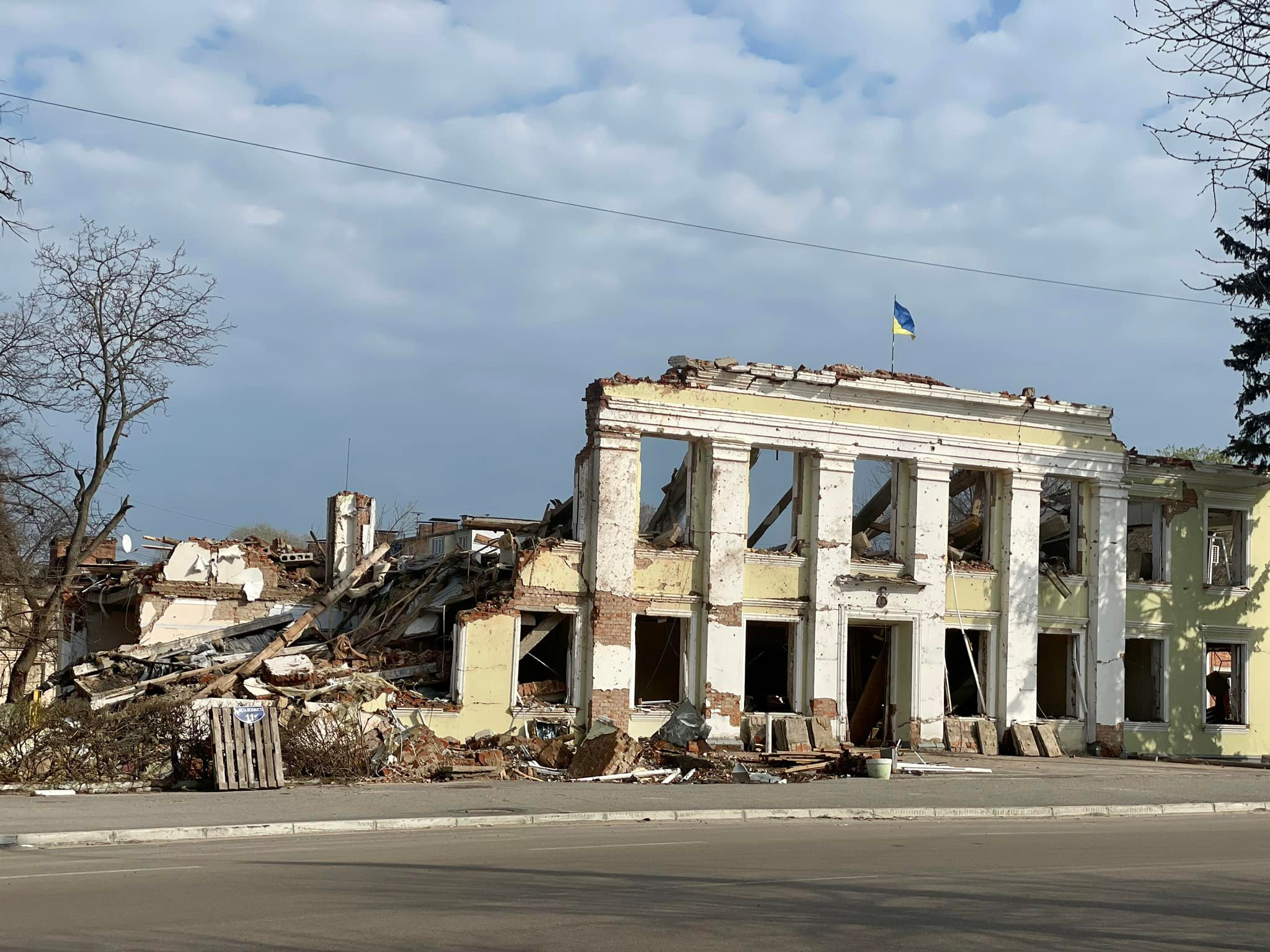
Будівля ради після російського вторгнення

Охти́рська міська́ ра́да — орган місцевого самоврядування в Сумській області. Адміністративний центр — місто обласного значення Охтирка.

## Загальні відомості
- Територія ради: 31,86 км²
- Населення ради: 48 439 осіб (станом на 1 лютого 2012 року)

## Географія
Територія, що підпорядкована Охтирській міській раді, знаходиться на півдні Сумської області України. Межує з Великописарівським, Тростянецьким та Лебединським районами Сумської області, а також Зіньківським та Котелевським Полтавської області.
Через територію ради протікають річки Ворскла, Охтирка і Гусинка.

## Населені пункти
Міській раді підпорядковані населені пункти:
- м. Охтирка
- с. Велике Озеро
- с. Козятин
- с. Пристань
- с. Залужани

## Склад ради
Рада складається з 34 депутатів та голова.
- Голова ради: Кузьменко Павло Петрович
- Секретар ради: Булах Вікторія Володимирівна

### Керівний склад попередніх скликань
| ПІБ                             | Основні відомості | Дата обрання | Дата звільнення |
| ------------------------------- | --- | ------------ | --------------- |
| Демченко Ірина Іванівна         | Міський голова, 1956 року народження, член партії Християнсько-Демократичний Союз                                               | 26.03.2006   | 31.10.2010      |
| Касьяненко Олег Володимирович   | Міський голова, 1969 року народження, освіта вища                                                                               | 31.10.2010   | 2011            |
| Цілуйко Олександр Володимирович | В.о. міського голови з 2011 року, по 2014 рік, 1974 року народження. Освіта : три вищі.                                         | 2011         | 2014            |
| Алєксєєв Ігор Юрійович          | Міський голова, 1961 року народження, освіта вища, колишній член Всеукраїнського об'єднання «Батьківщина», з 2015 р. - член БПП | 25.05.2014   | 2020            |

Примітка: таблиця складена за даними джерела

### Депутати
За результатами місцевих виборів 2015 року:
- Кількість депутатських мандатів у раді: 34
- Кількість депутатських мандатів, отриманих кандидатами у депутати за результатами виборів: 34
- Кількість депутатських мандатів у раді, що залишаються вакантними: 0

#### За суб'єктами висування
| Суб'єкт висування                                       | Кількість обраних депутатів | %    |
| ------------------------------------------------------- | --------------------------- | ---- |
| Партія регіонів                                         | 12                          | 30,8 |
| Політична партія Всеукраїнське об'єднання «Батьківщина» | 11                          | 28,2 |
| Політична партія «Сильна Україна»                       | 5                           | 12,8 |
| Комуністична партія України                             | 3                           | 7,7  |
| Політична партія «Фронт Змін»                           | 2                           | 5,1  |
| Єдиний Центр                                            | 1                           | 2,6  |
| Політична партія «За Україну!»                          | 1                           | 2,6  |
| Самовисування                                           | 1                           | 2,6  |
| Соціалістична партія України                            | 1                           | 2,6  |
| Українська Народна Партія                               | 1                           | 2,6  |
| Українська республіканська партія                       | 1                           | 2,6  |

#### За округами
| № округу                                                | Прізвище, ім'я, по батькові       | Дата визнання обраним | Освіта         | Партійна приналежність                        | Відомості про обраного депутата                                                    |
| ------------------------------------------------------- | --------------------------------- | --------------------- | -------------- | --------------------------------------------- | ---------------------------------------------------------------------------------- |
| Єдиний Центр                                            |                                   |                       |                |                                               |                                                                                    |
| 8                                                       | Кантока Анатолій Іванович         | 05.11.2010            | Освіта вища    | позапартійний                                 | КЗ «Охтирська ЦРЛ», завідувач урологічним відділенням                              |
| Комуністична партія України                             |                                   |                       |                |                                               |                                                                                    |
| б/м                                                     | Бабич Вікторія Володимирівна      | 05.11.2010            | Освіта вища    | член Комуністичної партії України             | Охтирський МК КПУ, перший секретар                                                 |
| б/м                                                     | Троценко Володимир Іванович       | 05.11.2010            | Освіта вища    | позапартійний                                 | УПЗСН, інспектор Ради ветеранів                                                    |
| 13                                                      | Масло Євген Миколайович           | 05.11.2010            | Освіта вища    | позапартійний                                 | підприємець                                                                        |
| Партія регіонів                                         |                                   |                       |                |                                               |                                                                                    |
| б/м                                                     | Цілуйко Олександр Володимирович   | 05.11.2010            | Освіта вища    | член Партії регіонів                          | АТ «Тепличний комбінат», голова Наглядової ради                                    |
| б/м                                                     | Попович Валентина Іванівна        | 05.11.2010            | Освіта вища    | член Партії регіонів                          | Охтирська міська рада, секретар ради                                               |
| б/м                                                     | Юрко Григорій Миколайович         | 05.11.2010            | Освіта вища    | член Партії регіонів                          | Тростянецький автодор, начальник                                                   |
| б/м                                                     | Ботко Сергій Іванович             | 05.11.2010            | Освіта вища    | член Партії регіонів                          | приватний підприємець                                                              |
| б/м                                                     | Щербина Тетяна Дмитрівна          | 05.11.2010            | Освіта вища    | член Партії регіонів                          | КЗ «Охтирська ЦРЛ», завідувачка поліклініки                                        |
| 2                                                       | Береговий Олександр Миколайович   | 05.11.2010            | Освіта вища    | член Партії регіонів                          | приватний підприємець                                                              |
| 3                                                       | Масло Наталія Михайлівна          | 05.11.2010            | Освіта вища    | член Партії регіонів                          | приватний підприємець                                                              |
| 7                                                       | Збаражський Петро Петрович        | 05.11.2010            | Освіта вища    | член Партії регіонів                          | Охтирська районна санепідемстанція, головний санітарний лікар                      |
| 9                                                       | Бабич Валерій Віталійович         | 05.11.2010            | Освіта вища    | член Партії регіонів                          | пенсіонер                                                                          |
| 10                                                      | Сугак Олексій Вікторович          | 05.11.2010            | Освіта вища    | член Партії регіонів                          | ЗАТ «Сад», голова правління                                                        |
| 11                                                      | Горнєв Василь Васильович          | 05.11.2010            | Освіта вища    | член Партії регіонів                          | приватний підприємець                                                              |
| 14                                                      | Марущенко Віктор Андрійович       | 05.11.2010            | Освіта вища    | член Партії регіонів                          | Інженерний навчальний центр, директор                                              |
| Політична партія Всеукраїнське об'єднання «Батьківщина» |                                   |                       |                |                                               |                                                                                    |
| б/м                                                     | Алєксєєв Ігор Юрійович            | 05.11.2010            | Освіта вища    | член Всеукраїнського об'єднання «Батьківщина» | Філія «Охтирський райавтодор» ДП «Сумський облавтодор», начальник                  |
| б/м                                                     | Бахтіяров Олександр Костянтинович | 05.11.2010            | Освіта вища    | член Всеукраїнського об'єднання «Батьківщина» | пенсіонер                                                                          |
| б/м                                                     | Гопко Олексій Васильович          | 05.11.2010            | Освіта вища    | член Всеукраїнського об'єднання «Батьківщина» | Охтирська районна рада, керуючий справами виконавчого апарату                      |
| б/м                                                     | Неофітний Андрій Миколайович      | 05.11.2010            | Освіта вища    | член Всеукраїнського об'єднання «Батьківщина» | КЗ «Охтирська ЦРЛ», лікар-уролог                                                   |
| б/м                                                     | Лябах Олександр Васильович        | 05.11.2010            | Освіта вища    | член Всеукраїнського об'єднання «Батьківщина» | ВАТ «Нафтопромма ш», начальник ремонтно-будівельної дільниці                       |
| б/м                                                     | Кісєлар Федір Федорович           | 05.11.2010            | Освіта вища    | член Всеукраїнського об'єднання «Батьківщина» | фізична особа-підприємець                                                          |
| 1                                                       | Руднікова Ольга Петрівна          | 05.11.2010            | Освіта вища    | член Всеукраїнського об'єднання «Батьківщина» | Комунальний заклад Охтирська ЦРЛ, завідувачка відділення швидкої медичної допомоги |
| 4                                                       | Москальов Сергій Олександрович    | 05.11.2010            | Освіта вища    | член Всеукраїнського об'єднання «Батьківщина» | ПП «Нафтосервіскомплект», директор                                                 |
| 12                                                      | Лисенко Володимир Іванович        | 05.11.2010            | Освіта вища    | член Всеукраїнського об'єднання «Батьківщина» | тимчасово не працює                                                                |
| 16                                                      | Чернов Володимир Васильович       | 05.11.2010            | Освіта вища    | член Всеукраїнського об'єднання «Батьківщина» | пенсіонер                                                                          |
| 20                                                      | Іванова Світлана Анатоліївна      | 05.11.2010            | Освіта вища    | член Всеукраїнського об'єднання «Батьківщина» | Охтирський центр продажів ПАТ «Страхова група ТАС», керуючий відділенням           |
| Політична партія «За Україну!»                          |                                   |                       |                |                                               |                                                                                    |
| 6                                                       | Сікун Олег Володимирович          | 05.11.2010            | Освіта середня | член Політичної партії «За Україну!»          | приватне підприємство, директор                                                    |
| Політична партія «Сильна Україна»                       |                                   |                       |                |                                               |                                                                                    |
| б/м                                                     | Устинова Валентина Миколаївна     | 05.11.2010            | Освіта вища    | член Політичної партії «Сильна Україна»       | Приватне підприємтво "Телерадіо- компанія «Пульсар-РТБ», програмний директор       |
| б/м                                                     | Носенко Наталія Миколаївна        | 05.11.2010            | Освіта вища    | член Політичної партії «Сильна Україна»       | "Телерадіо- компанія «ТВК» у формі приватного підприємства, головний бухгалтер     |
| б/м                                                     | Мороз Микола Григорович           | 05.11.2010            | Освіта вища    | член Політичної партії «Сильна Україна»       | Охтирський районний відділ енергозбут ВАТ «Суми- обленерго», начальник             |
| б/м                                                     | Кутовий Артур Вікторович          | 05.11.2010            | Освіта вища    | член Політичної партії «Сильна Україна»       | тимчасово не працює                                                                |
| б/м                                                     | Коваленко Володимир Олексійович   | 05.11.2010            | Освіта вища    | член Політичної партії «Сильна Україна»       | АТ «ОТП Банк», керуючий відділенням у м. Охтирка                                   |
| Політична партія «Фронт Змін»                           |                                   |                       |                |                                               |                                                                                    |
| б/м                                                     | Гаранжа Віктор Миколайович        | 05.11.2010            | Освіта вища    | член Політичної партії «Фронт Змін»           | приватний підприємець                                                              |
| б/м                                                     | Мандич Володимир Іванович         | 05.11.2010            | Освіта вища    | член Політичної партії «Фронт Змін»           | ТОВ ВКП «Ікор», директор                                                           |
| Соціалістична партія України                            |                                   |                       |                |                                               |                                                                                    |
| 17                                                      | Могилко Леонід Степанович         | 05.11.2010            | Освіта вища    | позапартійний                                 | пенсіонер                                                                          |
| Українська Народна Партія                               |                                   |                       |                |                                               |                                                                                    |
| 15                                                      | Журавльов Костянтин Леонідович    | 05.11.2010            | Освіта вища    | член Української Народної Партії              | ВАТ"Охтирськийпивоварнийзавод", голова правління                                   |
| Українська республіканська партія                       |                                   |                       |                |                                               |                                                                                    |
| 19                                                      | Макарова Тетяна Юхимівна          | 05.11.2010            | Освіта вища    | член Української республіканської партії      | Охтирська загальноосвітня школа I-III ст. № 5, вчитель                             |
| Самовисування                                           |                                   |                       |                |                                               |                                                                                    |
| 18                                                      | Бондаренко Сергій Іванович        | 27.05.2014            | Освіта вища    | член Народної партії                          | ПП «СІБ», директор                                                                 |

## Гімн

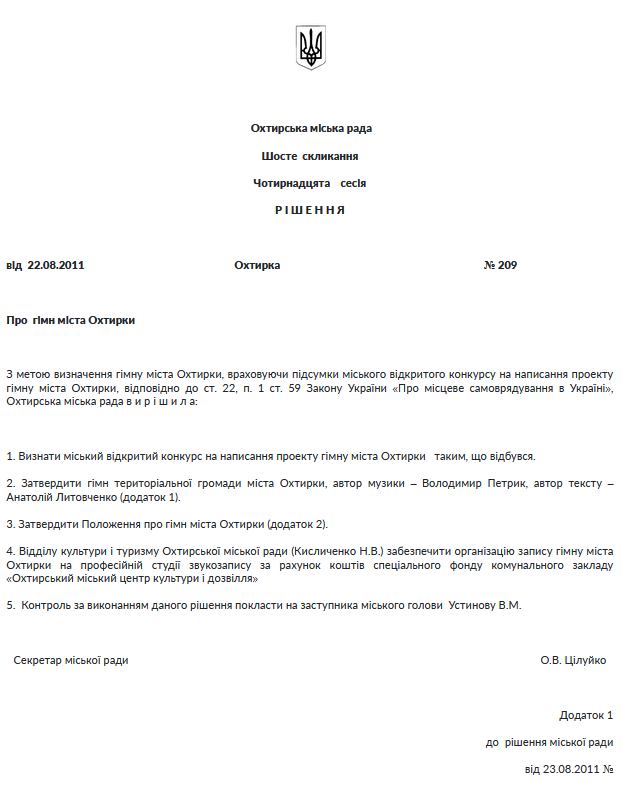
https://www.doc.okhtyrkamr.gov.ua/%E2%84%96-209-від-22-08-2011-про-гімн-міста-охтирки/

Гімн Охтирки починаючи від 22.08.2011 

Є місто у славній моїй Україні –
Охтиркою зветься з далеких часів,
Його прикрашають вже літні сивини
Із Ворсклою разом в обіймах лісів.

Приспів: Квітни, Охтирко,- місто казкове,
Для нас, охтирчан, ти завжди молоде,
Прекрасне, як сонце, як небо зіркове,
Надія в житті, що до щастя веде.

І пам’ятні місту козацькі фортеці,
Козацький курінь і гусарська є рать;
Про місто багато історій знайдеться,
Як треба свободу свою захищать.

Приспів:

У нашому місті героїв чимало,
Усі ми схиляєм пред ними чоло –
Вони воювали й трудились на славу,
Щоб краще життя і світліше було.

Приспів: Квітни, Охтирко,- місто казкове,
Для нас, охтирчан, ти завжди молоде,
Прекрасне, як сонце, як небо зіркове,
Надія в житті, що до щастя веде.

Секретар міської ради                                                                                                                                                 О.В.Цілуйко